# Synarki
Synarki är ett pejorativt begrepp och en konspirationsteori definierad som motsatsen till anarki.[källa behövs] Där anarkin vill verka för ett avskaffande av staten och dess inflytande över individen, så påstås synarkins mål en stat med total kontroll över medborgarna. Medlen för detta är politiska, ekonomiska och religiösa.

## Bakgrund
Synarkin grundades av fransmannen och mystikern Joseph Alexandre Saint-Yves d'Alveydre (1824-1909). Hans idé var en dröm om ett harmoniskt samhälle, utan motsättningar, styrt av ett upplyst fåtal. Rörelsen sägs vara en av influenserna bakom den tidiga fascismen. Synarkin var till skillnad från denna dock inte nationalistisk. Ett av målen för synarkin var en federal europeisk union.

## Myten
Enligt myten verkar Synarkin till sin natur i det fördolda, via hemliga sällskap och inflytande över nyckelpersoner. 
I dess idé om statsskick sägs ingå en despotisk byråkrati av öststatsmodell parad med högteknologisk övervakning av medborgarna.
Till klichébilden av synarkin hör också att den pragmatiskt infiltrerar både höger- och vänsterrörelser för att på så sätt från alla håll angripa demokratiska regeringar och kunna ersätta dessa med mer totalitära fåmansstyren som lättare kan manipuleras. En sådan konspiratorisk beskrivning påminner om den i den anglosaxiska världen mer kända myten om illuminaterna (se även: Adam Weishaupt och Jesuitorden), även de utpekade som fortfarande existerande och i full färd med att tillförskaffa sig politiskt herravälde i det fördolda, trots att de skingrades och förbjöds i Bayern i slutet av 1700-talet.

## Nutid
Synarkin används än idag i angrepp mot politiska motståndare.
Under andra världskriget tog den subversiva partisan-radion Radio Inconnue upp synarkin, vilken framställdes som direktivgivande till den under ockupationen tyskvänliga Vichy-regeringen. Radio Inconnue framhävde i sina sändningar att synarkin hade en högst reell existens, 
och speciellt pekade man ut ett antal prominenta finansmän inom Banque Worms som kollaboratörer. Över huvud taget framställdes synarkin såsom socialistfientligt och bestående av politiskt verkande hemliga förbund av individer inom finans-
och industrisfärerna. Eventuellt var Radio Inconnues uppgifter desinformation härrörande från general Pétains hemliga underrättelsetjänst avsett att misskreditera vissa fiender.
Den tidigare premiärministern i Storbritannien Harold Wilsons uttalande på 60-talet om "the Gnomes of Zürich", svåridentifierbara internationella bankirer och finansmän som var de som i lönndom styrde och ställde (mer specifikt, i detta fallet: körde det brittiska pundet i botten) i Europa - en handfull personer i Schweiz, Tyskland, Frankrike och Italien - kan ses som en referens till dagens synarki.
Inte för inte har Olivier Dards bok om synarkin underrubriken "le mythe du complot permanent".